# Ildebrando Pizzetti
Ildebrando Pizzetti (ur. 20 września 1880 w Parmie, zm. 13 lutego 1968 w Rzymie) – włoski kompozytor.

## Życiorys
Początkowo uczył się u swojego ojca, Odvardo Pizzettiego, pianisty i nauczyciela teorii. W latach 1895–1901 uczęszczał do konserwatorium w Padwie, gdzie jego nauczycielami byli Telesforo Righi (harmonia i kontrapunkt) oraz Giovanni Tebaldini (kompozycja). Po ukończeniu studiów udzielał lekcji prywatnie, w latach 1902–1904 był asystentem dyrygenta Teatro Regio di Parma, a od 1907 roku prowadził klasę kompozycji w konserwatorium. Od 1908 do 1924 roku profesor harmonii i kontrapunktu w Conservatorio Luigi Cherubini we Florencji, od 1917 roku był także jego dyrektorem. W latach 1924–1936 dyrektor konserwatorium w Mediolanie. Od 1936 do 1958 roku był wykładowcą kompozycji w Akademii Muzycznej św. Cecylii w Rzymie, w latach 1947–1952 również jej dyrektorem.
W 1914 roku wspólnie z Giannotto Bastianellim założył we Florencji czasopismo Dissonanza, poświęcone włoskiej muzyce współczesnej. W 1920 roku wraz z Ernesto Consolo powołał do życia Società di Amici della Musica. Pisywał krytyki m.in. do mediolańskiego Secolo, florenckiej Nazione, rzymskich Tribuna, La rassegna musicale i Corriere della Sera. Często występował jako dyrygent, w 1930 roku odbył tounée po USA. W 1939 roku powołany na członka Accademia d’Italia. Członek honorowy brytyjskiej Royal Academy of Music (1959).
Odznaczony Orderem Zasługi Republiki Włoskiej w stopniu Wielkiego Oficera (1952) i Krzyżem Wielkim (1958).

## Twórczość
Zaliczany do tzw. generazione dell’Ottanta. Ważne miejsce w jego twórczości zajmuje muzyka wokalna, kompozytor czerpał z chorału gregoriańskiego i polifonii świeckiej. Pizzetti dążył do reformy opery włoskiej w duchu dramatu muzycznego, nawiązując do tematyki mitologicznej, tradycji średniowiecznych misteriów oraz dorobku Monteverdiego, Cavallego i Legrenziego. Pragnął doprowadzić do jedności warstwy muzycznej i dźwiękowej, stosując wyłącznie tekst stroficzny i samodzielnie pisząc libretta do swoich oper. Podstawowym elementem w operach Pizzettiego jest deklamacja, melodia oparta jest na małych interwałach, głosy poruszają się prawie wyłącznie w rejestrach centralnych, chór zaś w partiach dialogowych i refleksyjnych pełni rolę grupowego komentatora. Za życia kompozytora jego twórczość cieszyła się dużym uznaniem, choć zarzucano mu zbytnią statyczność jego oper. Po jego śmierci zainteresowanie nią spadło.
Był autorem prac La musica dei Greci (Rzym 1914), Musicisti contemporari (Mediolan 1914), Intermezzi critici (Florencja 1921), Paganini (Turyn 1940), Musica e dramma (Rzym 1945) oraz La musica italiana dell’Ottocento (Turyn 1946).

## Ważniejsze kompozycje
(na podstawie materiałów źródłowych)

### Utwory orkiestrowe
- 3 preludia symfoniczne Per l’Edipo re di Sofocle (1903)
- Ouvertura par una farsa tragica (1911)
- Concerto dell’estate (1928)
- Rondo veneziano (1929)
- Sinfonia A-dur (1940)
- Canzone di beni perduti (1948)
- Poema emiliano na skrzypce i orkiestrę (1914)
- Canti delia stagione alta na fortepian i orkiestrę (1930)
- Koncert wiolonczelowy C-dur (1934)
- Koncert skrzypcowy A-dur (1944)
- Koncert es-moll na harfę i orkiestrę (1960)

### Utwory kameralne
- 2 kwartety smyczkowe (I A-dur 1906, II D-dur 1933)
- Sonata skrzypcowa A-dur (1919)
- Sonata wiolonczelowa F-dur (1921)
- 3 Canti na wiolonczelę i fortepian lub skrzypce i fortepian (1924)
- Trio fortepianowe A-dur (1925)

### Utwory fortepianowe
- Foglio d’album (1906)
- 3 utwory Da un autunno gia lontano (1911)
- Sonata (1942)

### Utwory na chór
- 2 Canzioni corali (1913)
- Canto d’amore (1914)
- Messa di requiem (1922)
- 3 Composizioni corali (1943)
- 2 Composizioni corali (1961)

### Pieśni na głos i fortepian
- 3 Liriche do słów Ildebrando Cocconiego (1904)
- Sera d’inverno do słów Mario Silvaniego (1906)
- 5 Liriche (I Pastori do słów Gabriele D’Annunzio 1908, II La madre al figlio lontano do słów Romualdo Pàntiniego 1910, III San Basilio do słów greckiej poezji ludowej w tłumaczeniu Niccolò Tommasèo 1912, IV Il clefta prigione do słów greckiej poezji ludowej w tłumaczeniu Niccolò Tommasèo 1912, V Passeggiata do słów Giovanni Papiniego 1915)
- 2 Liriche drammatiche napoletane do słów Salvatore Di Giacomo (1918)
- 3 Sonetti del Petrarca (1922)
- Altre 5 liriche do słów Gabriele D’Annunzio (1933)
- 3 Canti greci do słów greckich poezji ludowych w tłumaczeniu Pio Bondioliego (1933)
- E il mio dolore io canto do słów Jacopo Bocchialiniego (1940)
- 3 Liriche do słów do słów greckiej poezji ludowej w tłumaczeniu Niccolò Tommasèo, Michała Anioła i Manlio Dazziego (1944)

### Kantaty
- Epithalamium na sopran, tenora, bas, chór mieszany i małą orkiestrę (1939)
- Oritur sol et occidit na zespół dęty i orkiestrę (1943)
- Cantico di gloria „Attollite portas” na 3 chóry, 22 instrumenty dęte, 2 fortepiany i perkusję (1948)
- Vanitas vanitatum na głosy solowe, chór męski i orkiestrę (1959)
- Filiae Jerusalem, adjuro vos na sopran, chór żeński i orkiestrę (1966)

### Opery
- Aeneas w 3 aktach z prologiem, libretto Annibale Beggi (1904–1907, pozostawione w szkicach)
- Fedra w 3 aktach, libretto Gabriele D’Annunzio według Eurypidesa (1909–1912, wyst. Mediolan 1915)
- Dèbora e Jaéle w 3 aktach, libretto kompozytora według Księgi Sędziów (1915–1921, wyst. Mediolan 1922)
- Lo straniero w 2 aktach, libretto kompozytora (1922–1925, wyst. Rzym 1930)
- Fra Gherardo w 3 aktach, libretto kompozytora (1925–1927, wyst. Mediolan 1928)
- Orséolo w 3 aktach, libretto kompozytora (1931–1935, wyst. Florencja 1935)
- L’oro w 3 aktach, libretto kompozytora (1938–1942, wyst. Mediolan 1947)
- Vanna Lupa w 3 aktach, libretto kompozytora (1947–1949, wyst. Florencja 1949)
- Ifigenia w 1 akcie, libretto kompozytora i Alberto Perriniego (wyk. RAI 1950, wyst. Florencja 1951)
- opera radiowa Cagliostro w 1 akcie, libretto kompozytora (wyk. RAI 1952, wyst. Mediolan 1953)
- La figlia di Jorio w 3 aktach, libretto według Gabriele D’Annunzio w skrócie Alberto Perriniego (1954, wyst. Neapol 1954)
- Assassinio nella cattedrale w 2 aktach, libretto według T.S. Eliota w skrócie Alberto Perriniego według tłumaczenia Alberto Castelliego (1957, wyst. Mediolan 1958)
- Il calzare d’argento w 2 aktach, libretto Riccardo Bacchelliego (wyst. Mediolan 1961)
- Clitennestra w 2 aktach, libretto kompozytora (1961–1964, wyst. Mediolan 1965)

### Muzyka do sztuk teatralnych
- La nave według Gabriele D’Annunzio (1905–1907, wyst. Rzym 1908)
- La pisanelle według Gabriele D’Annunzio (wyst. Paryż 1913)
- La sacra rappresentazione d’Abram e d’Isaac według Feo Belcariego (1915–1917, wyst. Florencja 1917)
- La rappresentazione di S. Uliva według tekstu anonimowego z XVI wieku w opracowaniu Corrado D’Errico (wyst. Florencja 1933)
- Agamemnon według Ajschylosa (wyst. Syrakuzy 1930)
- La trachiniae według Sofoklesa (wyst. Syrakuzy 1933)
- Edipo a Colono według Sofoklesa (wyst. Syrakuzy 1936)
- As You Like It według Williama Szekspira (wyst. Florencja 1938)

### Muzyka filmowa
- I promesi sposi, reż. Mario Camerini (1940)
- Il mulino del Po, reż. Alberto Lattuada (1949)